# Tiranges
Tiranges est une commune française située dans le département de la Haute-Loire en région Auvergne-Rhône-Alpes.

## Géographie

### Localisation
La commune de Tiranges est située dans le département de la Haute-Loire, en région Auvergne-Rhône-Alpes, au cœur du Velay. Elle se trouve aux portes de l'Auvergne, entre Retournac, Bas-en-Basset et Saint-Pal-de-Chalencon, à l'extrémité d'un plateau culminant entre 875 à 900 mètres d'altitude, entre les vallées de l'Ance à l'ouest et de l'Andrable à l'est.
Elle se situe à 50 km par la route du Puy-en-Velay, préfecture du département, à 28 km d'Yssingeaux, sous-préfecture, et à 17 km de Bas-en-Basset, bureau centralisateur du canton de Bas-en-Basset dont dépend la commune depuis 2015 pour les élections départementales.
Les communes les plus proches sont : 
Boisset (2,2 km), Saint-André-de-Chalencon (3,8 km), Valprivas (4,4 km), Solignac-sous-Roche (5,8 km), Saint-Julien-d'Ance (5,9 km), Saint-Pal-de-Chalencon (6,3 km), Saint-Georges-Lagricol (8,0 km), Merle-Leignec (8,2 km).
| Boisset                  |           | Valprivas     |
| Saint-André-de-Chalencon | Tiranges  | Bas-en-Basset |
| Solignac-sous-Roche      | Retournac | Beauzac       |

### Climat
Pour des articles plus généraux, voir Climat d'Auvergne-Rhône-Alpes et Climat de la Haute-Loire.
En 2010, le climat de la commune est de type climat des marges montargnardes, selon une étude du Centre national de la recherche scientifique s'appuyant sur une série de données couvrant la période 1971-2000. En 2020, Météo-France publie une typologie des climats de la France métropolitaine dans laquelle la commune est exposée à un climat de montagne ou de marges de montagne et est dans la région climatique Nord-est du Massif Central, caractérisée par une pluviométrie annuelle de 800 à 1 200 mm, bien répartie dans l’année.
Pour la période 1971-2000, la température annuelle moyenne est de 8,8 °C, avec une amplitude thermique annuelle de 16,1 °C. Le cumul annuel moyen de précipitations est de 861 mm, avec 9,5 jours de précipitations en janvier et 7,3 jours en juillet. Pour la période 1991-2020, la température moyenne annuelle observée sur la station météorologique installée sur la commune est de 10,6 °C et le cumul annuel moyen de précipitations est de 758,9 mm,. Pour l'avenir, les paramètres climatiques de la commune estimés pour 2050 selon différents scénarios d'émission de gaz à effet de serre sont consultables sur un site dédié publié par Météo-France en novembre 2022.
| Mois                                  | jan.           | fév.            | mars           | avril         | mai             | juin          | jui.          | août           | sep.          | oct.          | nov.           | déc.           | année     |
| ------------------------------------- | -------------- | --------------- | -------------- | ------------- | --------------- | ------------- | ------------- | -------------- | ------------- | ------------- | -------------- | -------------- | --------- |
| Température minimale moyenne (°C)     | −1,5           | −1,7            | 0,4            | 2,6           | 6,1             | 9,5           | 11,2          | 11             | 7,7           | 5,5           | 1,7            | −0,8           | 4,3       |
| Température moyenne (°C)              | 2,8            | 3,6             | 6,8            | 9,4           | 13,2            | 16,9          | 19,1          | 19             | 15            | 11,3          | 6,4            | 3,5            | 10,6      |
| Température maximale moyenne (°C)     | 7,2            | 8,9             | 13,1           | 16,2          | 20,2            | 24,4          | 27            | 27             | 22,2          | 17,2          | 11,1           | 7,8            | 16,9      |
| Record de froid (°C) date du record   | −22 16.01.1985 | −20 05.02.12    | −19,5 01.03.05 | −8 08.04.03   | −3,8 23.05.1987 | 0 07.06.1989  | 2,7 17.07.00  | 0,5 30.08.1986 | −1 30.09.1995 | −8 25.10.03   | −12 21.11.1998 | −15,5 15.12.01 | −22 1985  |
| Record de chaleur (°C) date du record | 19,5 10.01.15  | 23,5 24.02.1990 | 26,2 31.03.21  | 29,4 28.04.23 | 35,7 22.05.22   | 38,8 27.06.19 | 40,6 18.07.23 | 42,1 24.08.23  | 37,3 10.09.23 | 33,9 09.10.23 | 24,3 02.11.20  | 18,7 08.12.10  | 42,1 2023 |
| Précipitations (mm)                   | 43,7           | 31,3            | 35,9           | 57,9          | 81,3            | 79,8          | 81,5          | 79,3           | 71,3          | 80,5          | 72,1           | 44,3           | 758,9     |

## Urbanisme

### Typologie
Au 1er janvier 2024, Tiranges est catégorisée commune rurale à habitat très dispersé, selon la nouvelle grille communale de densité à sept niveaux définie par l'Insee en 2022.
Elle est située hors unité urbaine et hors attraction des villes,.

### Occupation des sols
L'occupation des sols de la commune, telle qu'elle ressort de la base de données européenne d’occupation biophysique des sols Corine Land Cover (CLC), est marquée par l'importance des forêts et milieux semi-naturels (53,6 % en 2018), une proportion sensiblement équivalente à celle de 1990 (53,8 %). La répartition détaillée en 2018 est la suivante : 
forêts (49,9 %), zones agricoles hétérogènes (34,9 %), prairies (10,5 %), milieux à végétation arbustive et/ou herbacée (3,7 %), zones urbanisées (1 %). L'évolution de l’occupation des sols de la commune et de ses infrastructures peut être observée sur les différentes représentations cartographiques du territoire : la carte de Cassini (XVIIIe siècle), la carte d'état-major (1820-1866) et les cartes ou photos aériennes de l'IGN pour la période actuelle (1950 à aujourd'hui).

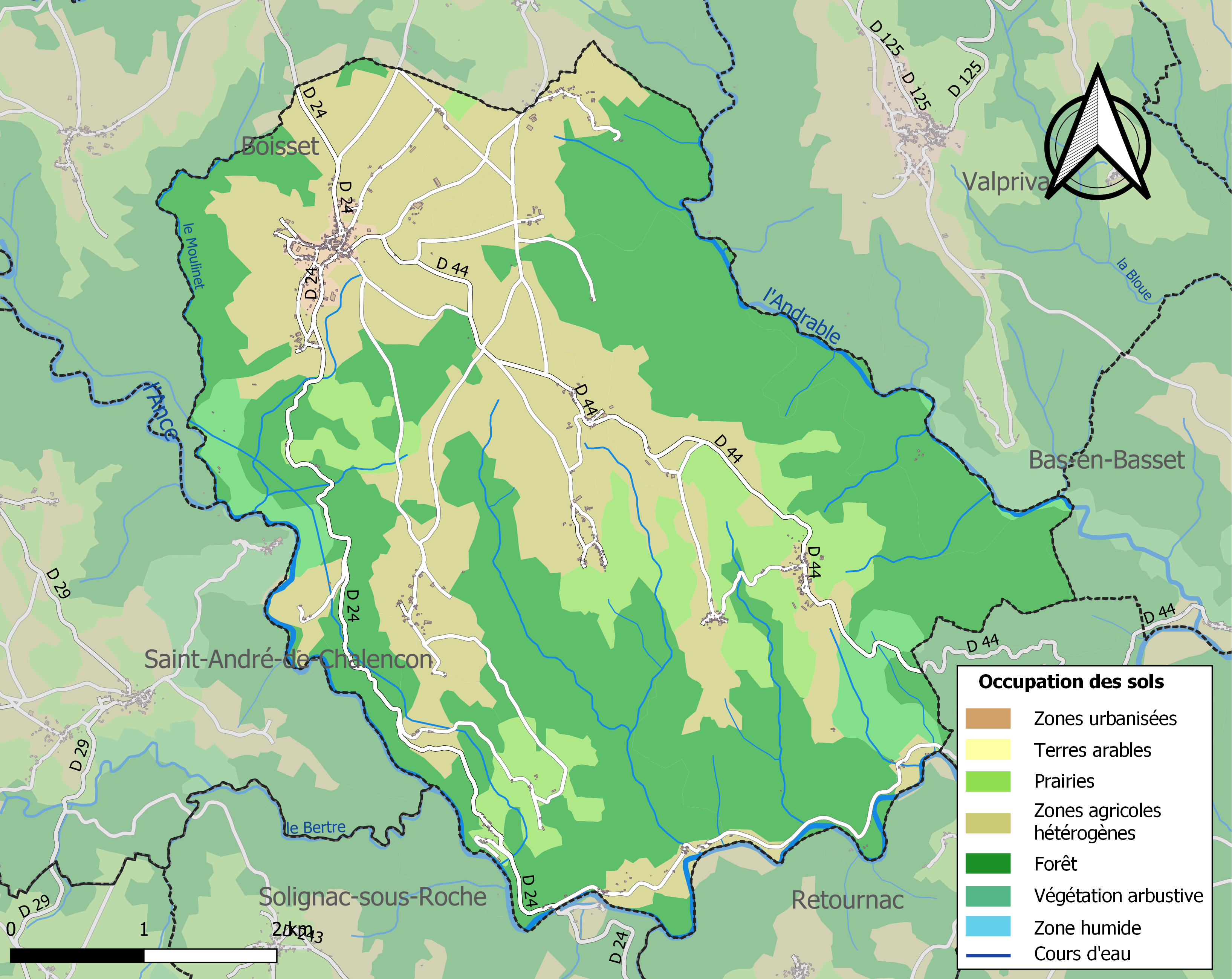
Carte des infrastructures et de l'occupation des sols de la commune en 2018 (CLC).

### Hameaux

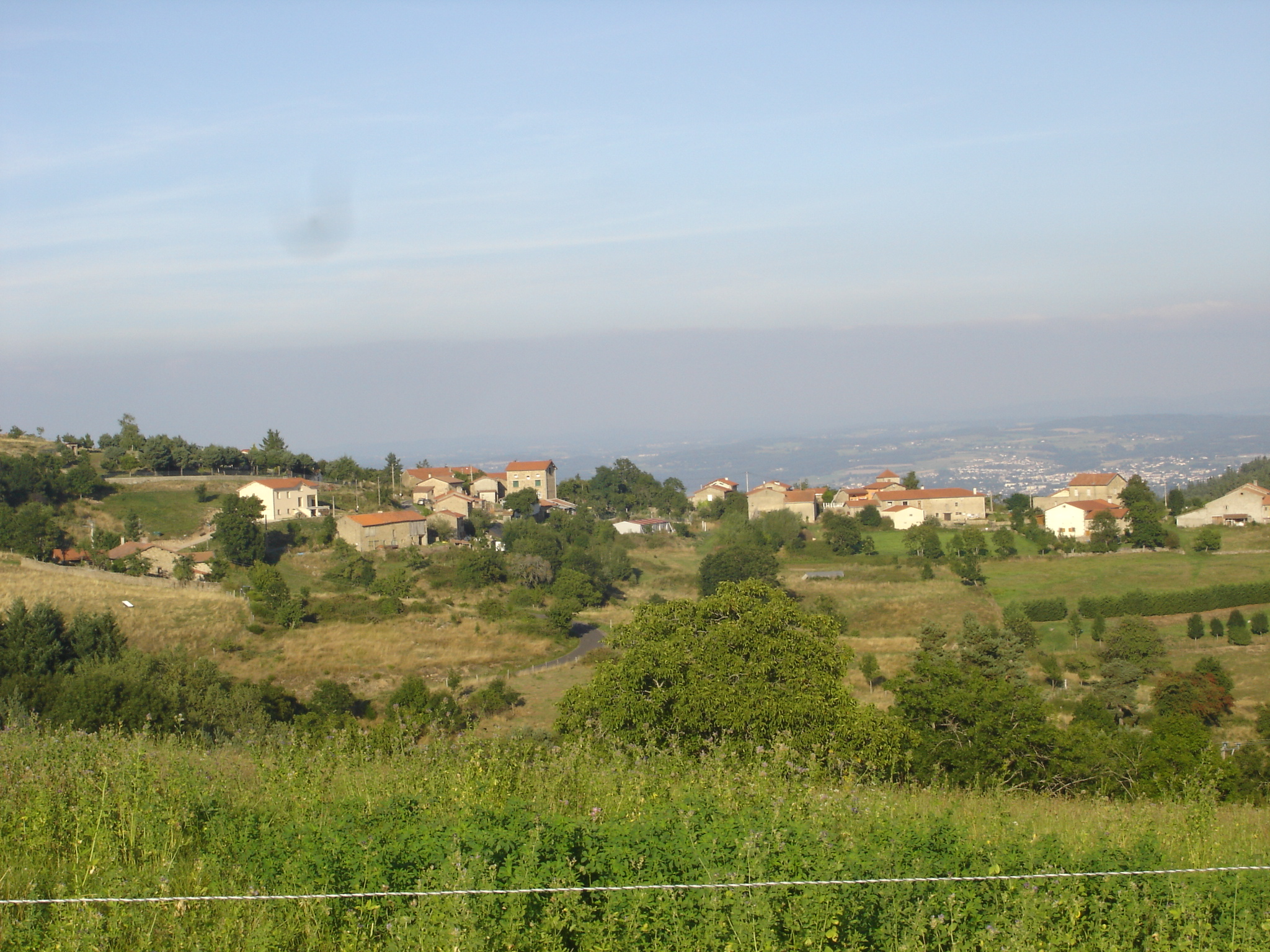
Vue d'ensemble du hameau de Chales.

La commune compte de nombreux hameaux : le Bec, Chales, Pravel, les Arnauds, Gaillard, Boissière, la Grange du Fieu, le Gally, les Rois, Cerces...

### Habitat et logement
En 2018, le nombre total de logements dans la commune était de 415, alors qu'il était de 404 en 2013 et de 412 en 2008.
Parmi ces logements, 53,8 % étaient des résidences principales, 35 % des résidences secondaires et 11,2 % des logements vacants. Ces logements étaient pour 97,3 % d'entre eux des maisons individuelles et pour 2,7 % des appartements.
Le tableau ci-dessous présente la typologie des logements à Tiranges en 2018 en comparaison avec celle de la Haute-Loire et de la France entière. Une caractéristique marquante du parc de logements est ainsi une proportion de résidences secondaires et logements occasionnels (35 %) supérieure à celle du département (16,1 %) et à celle de la France entière (9,7 %). Concernant le statut d'occupation de ces logements, 84,3 % des habitants de la commune sont propriétaires de leur logement (85,2 % en 2013), contre 70 % pour la Haute-Loire et 57,5 pour la France entière.
| Typologie                                               | Tiranges | Haute-Loire | France entière |
| ------------------------------------------------------- | -------- | ----------- | -------------- |
| Résidences principales (en %)                           | 53,8     | 71,5        | 82,1           |
| Résidences secondaires et logements occasionnels (en %) | 35       | 16,1        | 9,7            |
| Logements vacants (en %)                                | 11,2     | 12,4        | 8,2            |

## Histoire
La commune est mentionnée la première fois au XIIe siècle. En 1789, elle faisait partie de la province du Forez puis, à la suite du découpage de la province en deux départements, elle fait partie de la Haute-Loire à partir du 4 mars 1790.
On peut signaler un passé de faux saunier assez important. En effet, en raison de la proximité des limites de provinces, des habitants vendaient ce précieux sel sans payer la gabelle.

### Les seigneurs des lieux

Armes de la famille de Gayardon.

Le village était autrefois l'apanage de la famille de Gayardon.
Ceci est la liste des derniers seigneurs :
- Raymond de Gayardon (1635-1687), capitaine puis Aide-Major au régiment lyonnais.
- Laurent de Gayardon (1670-1728), capitaine au régiment lyonnais.
- Laurent-Charles de Gayardon, marquis de Fenoyl (1696-1783), capitaine au régiment de Tallard.
- Laurent-François de Gayardon, marquis de Fenoyl (1730-1785), maréchal de camp des gardes françaises, chevalier de Saint-Louis.
- Laurent-Charles-Marie de Gayardon, marquis de Fenoyl (1764-1803), officier des gardes françaises, puis capitaine de la Garde nationale. Instigateur d'un réseau royaliste pendant la Révolution, il utilisa ses nombreuses amitiés dans les milieux révolutionnaires pour placer Gomin comme gardien du dauphin dans la prison du Temple.Conseiller général du Rhône en 1802.

## Politique et administration

### Découpage territorial
La commune de Tiranges est membre de la communauté de communes Marches du Velay-Rochebaron, un établissement public de coopération intercommunale (EPCI) à fiscalité propre créé le 27 décembre 2016 dont le siège est à Monistrol-sur-Loire. Ce dernier est par ailleurs membre d'autres groupements intercommunaux.
Sur le plan administratif, elle est rattachée à l'arrondissement d'Yssingeaux, au département de la Haute-Loire, en tant que circonscription administrative de l'État, et à la région Auvergne-Rhône-Alpes.
Sur le plan électoral, elle dépend du canton de Bas-en-Basset pour l'élection des conseillers départementaux, depuis le redécoupage cantonal de 2014 entré en vigueur en 2015, et de la première circonscription de la Haute-Loire   pour les élections législatives, depuis le redécoupage électoral de 1986.

### Liste des maires
| Période                                  | Période                    | Identité           | Étiquette | Qualité |
| ---------------------------------------- | -------------------------- | ------------------ | --------- | ------- |
| Les données manquantes sont à compléter. |                            |                    |           |         |
| mars 2001                                | 2014                       | Colette Gaillard   |           |         |
| 2014                                     | En cours (au 27 août 2014) | Christian Collange |           |         |

## Population et société

### Démographie

#### Évolution démographique
L'évolution du nombre d'habitants est connue à travers les recensements de la population effectués dans la commune depuis 1793. Pour les communes de moins de 10 000 habitants, une enquête de recensement portant sur toute la population est réalisée tous les cinq ans, les populations de référence des années intermédiaires étant quant à elles estimées par interpolation ou extrapolation. Pour la commune, le premier recensement exhaustif entrant dans le cadre du nouveau dispositif a été réalisé en 2005.

En 2022, la commune comptait 455 habitants, en évolution de −4,41 % par rapport à 2016 (Haute-Loire : +0,36 %, France hors Mayotte : +2,11 %).
| 1793  | 1800  | 1806  | 1821  | 1831  | 1836  | 1841  | 1846  | 1851  |
| ----- | ----- | ----- | ----- | ----- | ----- | ----- | ----- | ----- |
| 1 427 | 1 515 | 1 696 | 1 677 | 1 771 | 1 684 | 1 588 | 1 722 | 1 703 |

| 1856  | 1861  | 1866  | 1872  | 1876  | 1881  | 1886  | 1891  | 1896  |
| ----- | ----- | ----- | ----- | ----- | ----- | ----- | ----- | ----- |
| 1 630 | 1 680 | 1 730 | 1 689 | 1 637 | 1 723 | 1 690 | 1 692 | 1 593 |

| 1901  | 1906  | 1911  | 1921  | 1926  | 1931  | 1936  | 1946 | 1954 |
| ----- | ----- | ----- | ----- | ----- | ----- | ----- | ---- | ---- |
| 1 613 | 1 500 | 1 592 | 1 248 | 1 265 | 1 161 | 1 067 | 847  | 767  |

| 1962 | 1968 | 1975 | 1982 | 1990 | 1999 | 2005 | 2006 | 2010 |
| ---- | ---- | ---- | ---- | ---- | ---- | ---- | ---- | ---- |
| 676  | 631  | 555  | 490  | 420  | 405  | 450  | 450  | 456  |

| 2015 | 2020 | 2022 | - | - | - | - | - | - |
| ---- | ---- | ---- | - | - | - | - | - | - |
| 474  | 457  | 455  | - | - | - | - | - | - |

#### Pyramide des âges
La population de la commune est relativement âgée.
En 2018, le taux de personnes d'un âge inférieur à 30 ans s'élève à 26 %, soit en dessous de la moyenne départementale (31 %). À l'inverse, le taux de personnes d'âge supérieur à 60 ans est de 39,3 % la même année, alors qu'il est de 31,1 % au niveau départemental.
En 2018, la commune comptait 245 hommes pour 227 femmes, soit un taux de 51,91 % d'hommes, largement supérieur au taux départemental (49,13 %).
Les pyramides des âges de la commune et du département s'établissent comme suit.
| Hommes | Classe d’âge | Femmes |
| ------ | ------------ | ------ |
| 0,8    | 90 ou +      | 1,4    |
| 7,2    | 75-89 ans    | 12,7   |
| 29,1   | 60-74 ans    | 27,7   |
| 21,1   | 45-59 ans    | 18,6   |
| 13,5   | 30-44 ans    | 15,9   |
| 11,4   | 15-29 ans    | 5,5    |
| 16,9   | 0-14 ans     | 18,2   |

| Hommes | Classe d’âge | Femmes |
| ------ | ------------ | ------ |
| 0,9    | 90 ou +      | 2,5    |
| 8,4    | 75-89 ans    | 11,7   |
| 20,4   | 60-74 ans    | 20,5   |
| 21,3   | 45-59 ans    | 20,3   |
| 16,8   | 30-44 ans    | 16,3   |
| 15,2   | 15-29 ans    | 13,2   |
| 17     | 0-14 ans     | 15,6   |

### Manifestations culturelles et festivités
Une vogue anime le village l'avant dernier week-end de juillet. Un défilé de chars fleuris est organisé le dimanche après-midi, mettant en compétition le bourg et les hameaux. De plus, le téléthon est l'occasion pour chacun de montrer ses performances et ses talents. L'ultra Trail organisé le premier week-end de mai permet aux champions de se préparer pour le tour du Mont Blanc sur un parcours exceptionnel en dénivelé.

## Économie

### Revenus
En 2018, la commune compte 1 354 ménages fiscaux, regroupant 2 977 personnes. La médiane du revenu disponible par unité de consommation est de 20 050 € (20 800 € dans le département). 39 % des ménages fiscaux sont imposés (42,8 % dans le département).

### Emploi
| Division       | 2008  | 2013  | 2018  |
| -------------- | ----- | ----- | ----- |
| Commune        | 6 %   | 7,3 % | 8,1 % |
| Département    | 6,3 % | 7,7 % | 7,7 % |
| France entière | 8,3 % | 10 %  | 10 %  |

En 2018, la population âgée de 15 à 64 ans s'élève à 1 801 personnes, parmi lesquelles on compte 75,8 % d'actifs (67,6 % ayant un emploi et 8,1 % de chômeurs) et 24,2 % d'inactifs,. En  2018, le taux de chômage communal (au sens du recensement) des 15-64 ans est supérieur à celui du département, mais inférieur à celui de la France, alors qu'il était inférieur à celui du département et de la France en 2008.
La commune est hors attraction des villes,. Elle compte 1 224 emplois en 2018, contre 1 134 en 2013 et 1 195 en 2008. Le nombre d'actifs ayant un emploi résidant dans la commune est de 1 237, soit un indicateur de concentration d'emploi de 99 % et un taux d'activité parmi les 15 ans ou plus de 53 %.
Sur ces 1 237 actifs de 15 ans ou plus ayant un emploi, 687 travaillent dans la commune, soit 56 % des habitants. Pour se rendre au travail, 81,7 % des habitants utilisent un véhicule personnel ou de fonction à quatre roues, 0,1 % les transports en commun, 9,8 % s'y rendent en deux-roues, à vélo ou à pied et 8,5 % n'ont pas besoin de transport (travail au domicile).

### Commerces, structures
Outre ses monuments historiques (pont du diable, cour du château, croix en pierre du XVIe siècle posée à l'entrée est du village), Tiranges compte quelques commerces (boulangerie, fromagerie du Gaec lou becou...). Le monument aux morts se trouve sur la place de la Mairie, sur laquelle donne également une église reconstruite vers 1930 (mais avec des éléments antérieurs à la Révolution). Tiranges possède aussi une école, une bibliothèque et une salle des fêtes, et dispose d'un terrain de football (Jean-Ollier) sur la route de Bas, et de jeux de boules (Jean-Bargeon) immédiatement à côté du terrain de tennis sur la route de Retournac.

## Culture locale et patrimoine

### Lieux et monuments

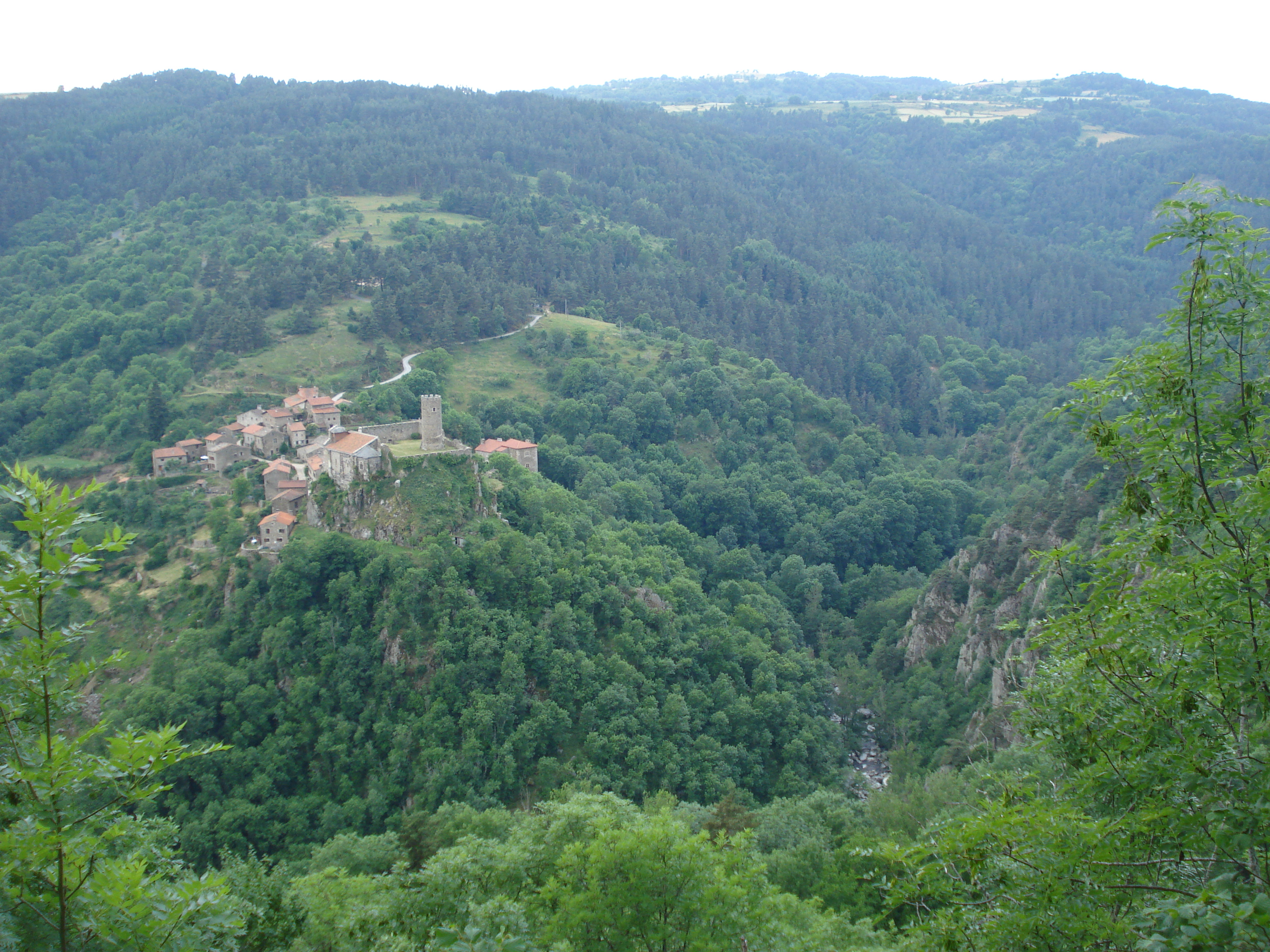
Tiranges, vue sur les gorges de l'Ance et le château de Chalancon

Un menhir préhistorique se trouve dans le hameau des Arnauds, et fut christianisé. On trouve plusieurs chapelles dans les hameaux : à Pravel, à Boissière, ainsi que les chapelles Saint-Martin et Saint-Jean-François Régis. Le remarquable pont du diable (voir ci-dessous la légende) est jeté depuis le XIIe siècle au-dessus de la vallée de l'Ance pour rejoindre le château de Chalencon. Environ 700 m en amont se trouve un second pont d'une seule arche datant du XVe siècle. Tiranges abrite également trois monuments historiques, dont deux croix monumentales (la croix de Durand et la croix de Tiranges) ainsi que la maison du Cros.

### La légende du pont du Diable
Le château visitable de Chalencon, dans la commune voisine de Saint-André-de-Chalencon, date du Xe siècle et fut le siège de la noblesse locale (voir la rubrique les Seigneurs des lieux). On y accède par le pont du Diable qui, selon la légende, était ruiné par les crues incessantes de l'Ance. Le seigneur signe donc un pacte avec le Diable pour empêcher une nouvelle destruction de l'édifice. Satan déclare que la première personne qui passera le pont fera don par ce biais de son âme. Le seigneur souhaite se sacrifier mais quand il s'avance, son chien le précède et sauve ainsi son maître. Le Diable, dit-on, furieux, jette une énorme pierre au pied du pont que l'on voit encore aujourd'hui.

### Personnalités liées à la commune
- Laurent-Charles Marie de Gayardon, marquis de Fenoyl, dernier seigneur de Tiranges. Officier aux gardes françaises, il passa dans la garde nationale à la Révolution. De nombreux historiens, dont Beauchesne, attestent sa participation active à un réseau d'agents secrets royalistes. Il se désintéresse des événements parisiens et se retire sur ses terres en 1795, à la mort du dauphin. Il participa encore à la campagne d'Italie, comme inspecteur puis comme secrétaire d'état-major de son ami le général de La Poype. Il meurt prématurément en 1803, au château de Fenoyl (Rhône).

### Héraldique
| Blason de Tiranges | Blason  | Parti : au 1er écartelé d'or et de gueules, à la bordure d'azur chargée de dix fleurs de lys d'or, au 2d coupé au I de gueules plain au chef échiqueté d'argent et d'azur de deux tires, au II d'azur à un lion d'or, armé, lampassé et couronné de gueules, accompagné de trois besants d'or ; sur le tout, d'argent à une lettre T d'or* brochant sur une crosse abbatiale du même*. |
| Blason de Tiranges | Détails | * Il y a là non-respect de la règle de contrariété des couleurs : ces armes sont fautives (or sur argent). Le statut officiel du blason reste à déterminer. |